# Heliconia stricta
Heliconia stricta là một loài thực vật có hoa trong họ Heliconiaceae. Loài này được Huber mô tả khoa học đầu tiên năm 1906.

## Hình ảnh

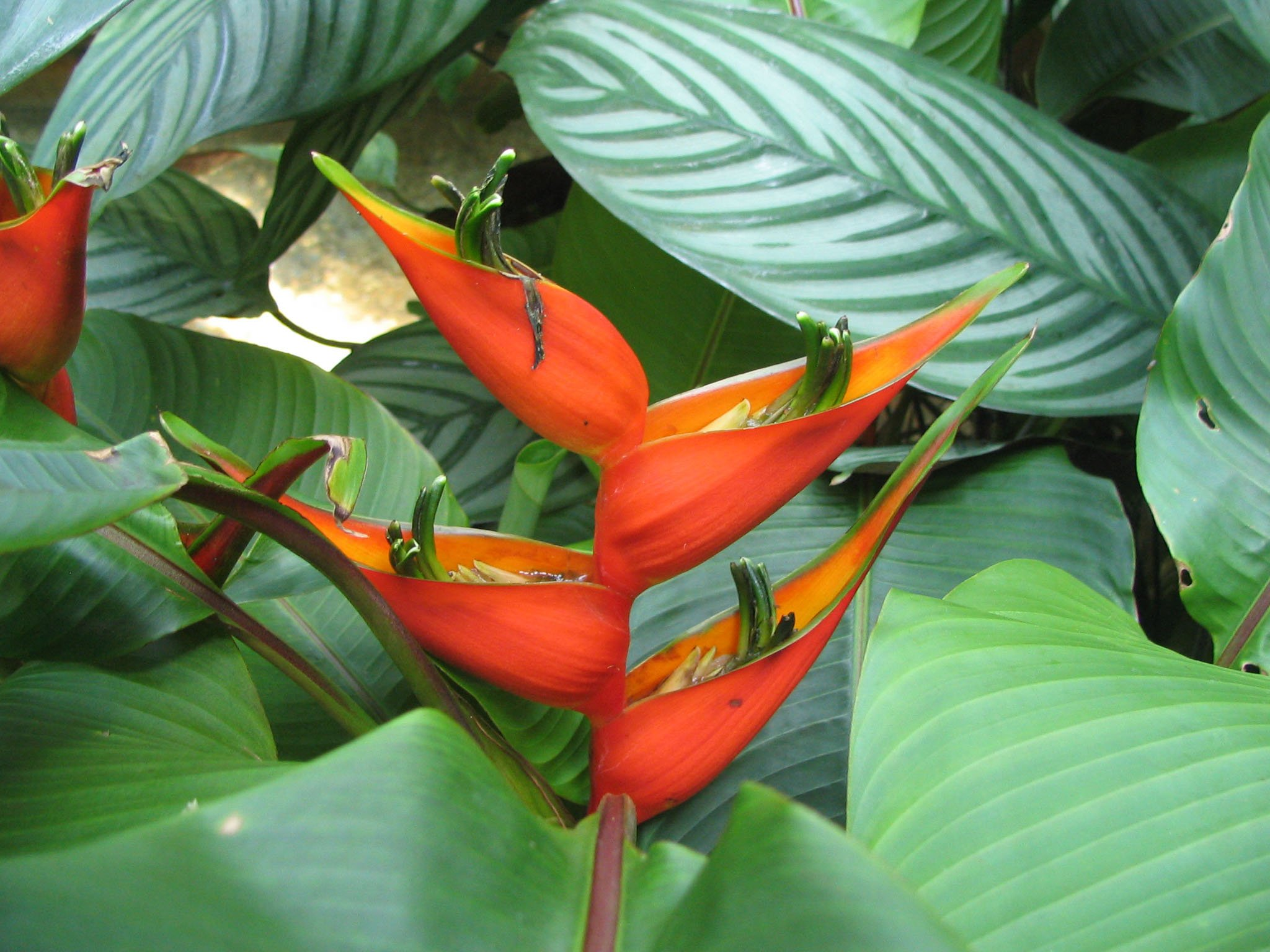
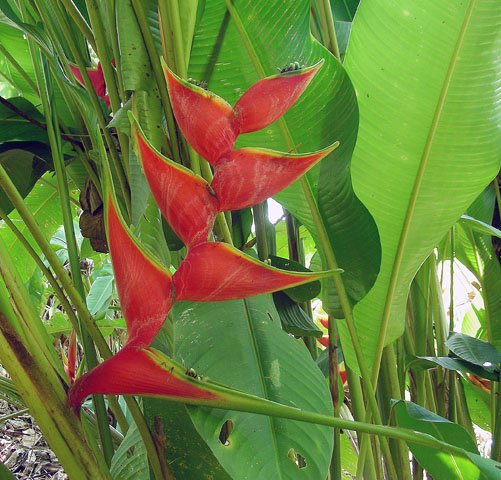
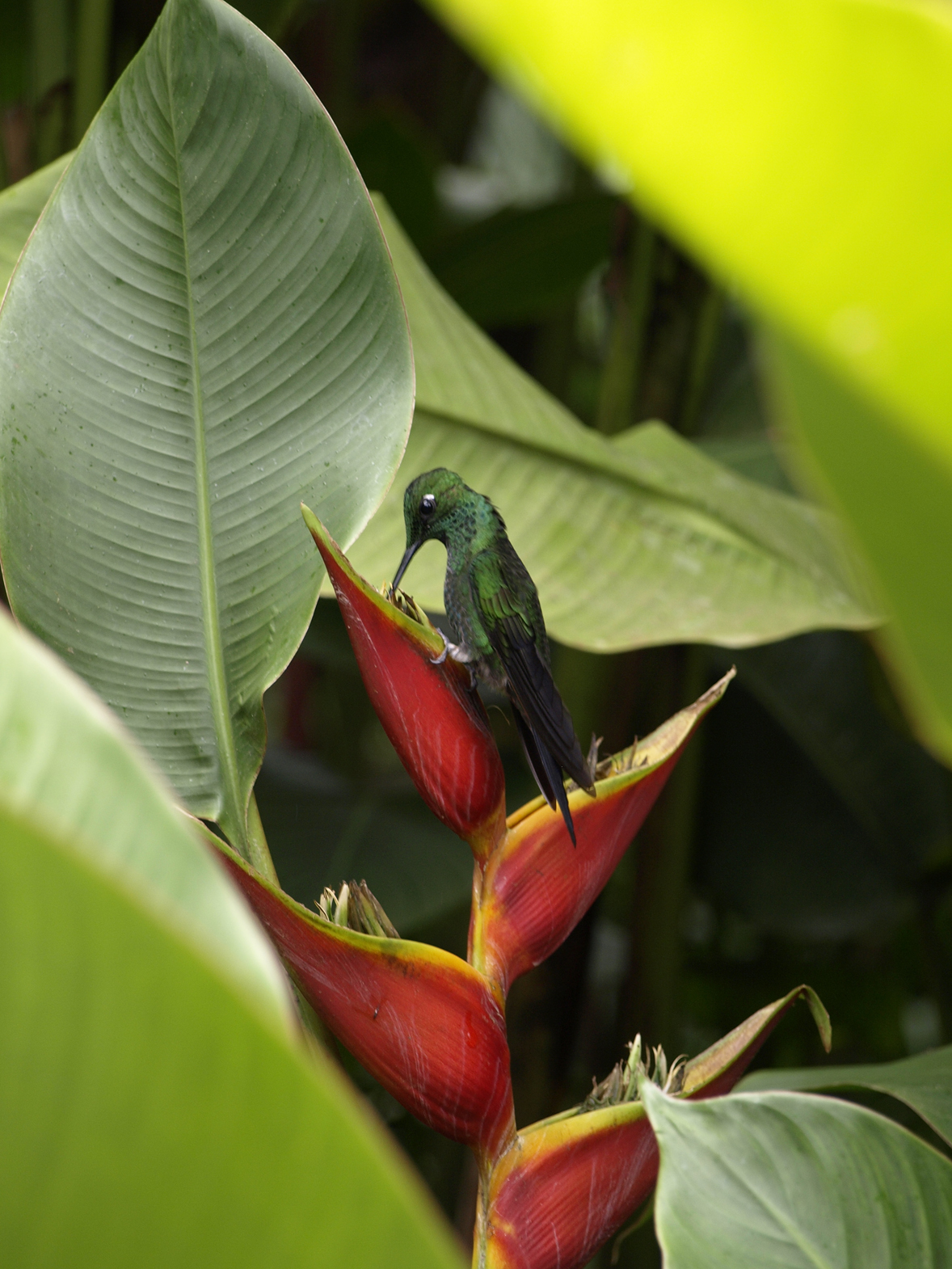
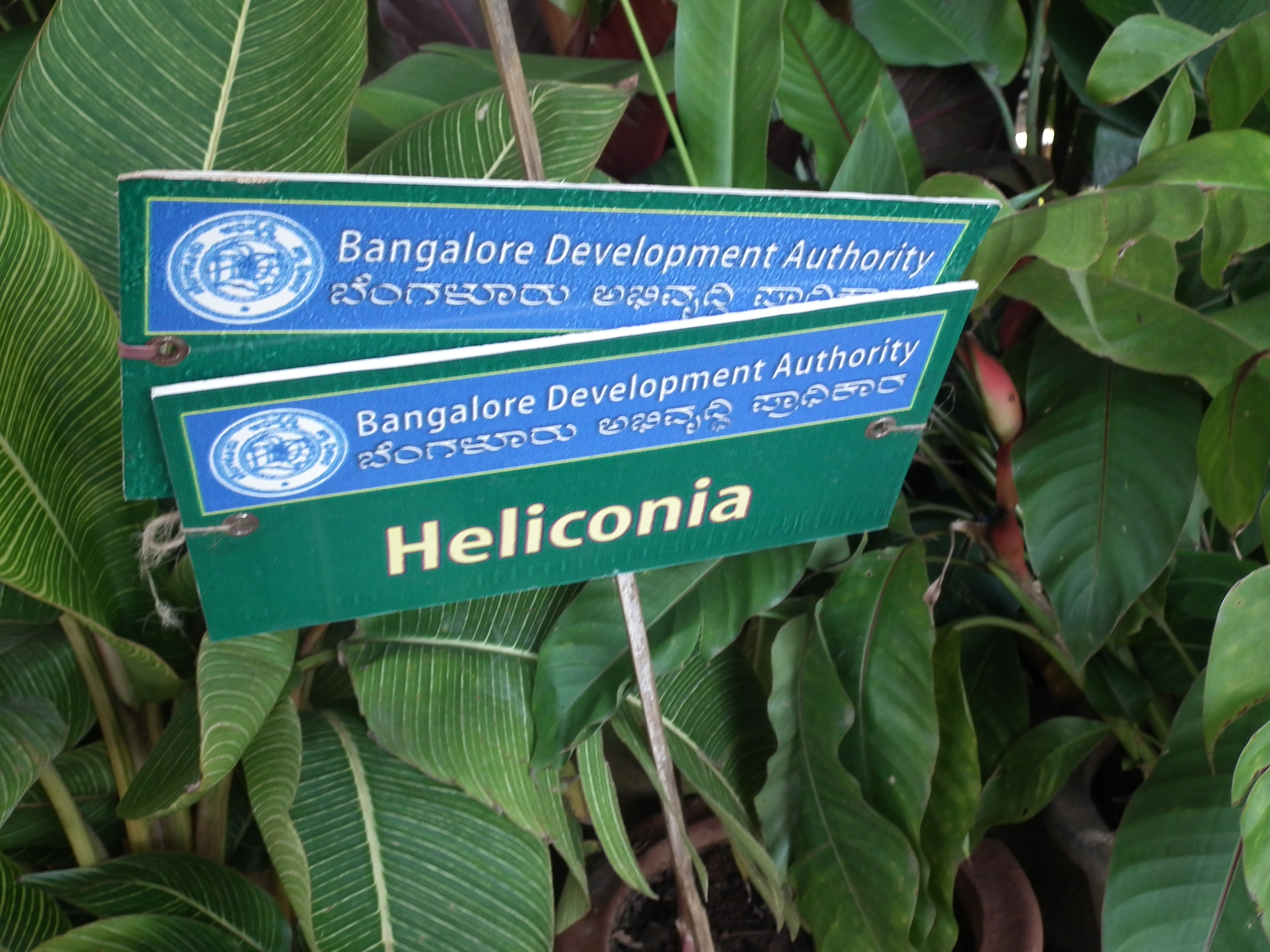